# Comitatul Saint Clair, Missouri
- Pentru alte comitate cu același nume, vedeți Comitatul Saint Clair.

Comitatul Saint Clair (în engleză Saint Clair County) este unul din cele 114 comitate ale statului federal Missouri, Statele Unite ale Americii.

## Demografie
|  | Graficele sunt indisponibile din cauza unor probleme tehnice. Mai multe informații se găsesc la Phabricator și la wiki-ul MediaWiki. |

Date: Wikidata - grafică realizată de Wikipedia